# Дерезня-Майданська
Дерезня-Майданська (пол. Dereźnia Majdańska) — село в Польщі, у гміні Білгорай Білґорайського повіту Люблінського воєводства. Населення — 267 осіб (2011).

## Історія
За даними етнографічної експедиції 1869—1870 років під керівництвом Павла Чубинського, у селі переважно проживали римо-католики, меншою мірою — греко-католики, які розмовляли українською мовою.
У 1975—1998 роках село належало до Замойського воєводства.

## Демографія
Демографічна структура станом на 31 березня 2011 року:
|          | Загалом | Допрацездатний вік | Працездатний вік | Постпрацездатний вік |
| -------- | ------- | ------------------ | ---------------- | -------------------- |
| Чоловіки | 130     | 25                 | 89               | 16                   |
| Жінки    | 137     | 29                 | 79               | 29                   |
| Разом    | 267     | 54                 | 168              | 45                   |